# 大阪古着日和
『大阪古着日和』（おおさかふるぎびより）は、2023年4月21日に公開された映画。主演はさらば青春の光の森田哲矢。本作には森田の相方である東ブクロも出演している。
古着・恋愛・お笑いの要素を組み合わせ、大阪を舞台に、限られた時間内で繰り広げられる出来事を描く。

## 概要
本作は光石研主演のYouTube配信ドラマ『東京古着日和』の番外編として作られたものであり、東京古着日和の世界線とは全くの別物である。
そして映画の哲矢（森田）は現実の哲矢でもあり、架空の哲矢でもある。
さらに、同年11月9日には、公式X（旧Twitter）では、本作DVDが本作制作会社、TT BOOKS＆FILMSから発売されることが発表され、11月22日に発売となった。
BSフジにて、同年12月24日午前1:00-3:00（12月23日午後25:00-27:00）に放送された。

## エピソード
本作主演のさらば青春の光の森田哲矢が主演に抜擢された理由は、森田の個人YouTube「五反田ガレージ」で「最近東京古着日和見てるんですよね〜」などの東京古着日和リスペクトが凄かったため。その動画を見たスタッフが森田へ主演オファーをしたのだそう。しかし、当初森田はちょい役で出るものだと思い集合場所に向かったが、サプライズで主演だと言うことを知らされた。さらにクラウドファンディングで映画資金を集めることも発表された。
撮影ロケでは森田の実家の蕎麦屋「唐変木」が使用され、店のオーナーである森田の実父も映画に出演している。

## ストーリー
古着を愛する大阪のお笑い芸人・哲矢（森田哲矢）は、単独ライブのために大阪を訪れ、古着店で極上のレアアイテムを手に入れる。それがきっかけで店員のナナ（花梨）と関係を深めていくが、ナナの叔父である六（光石研）が登場し、古着を巡る争いが巻き起こり、独特の三角関係が展開する。

## キャスト
- 森田哲矢（さらば青春の光／本人役）
- 光石研（中嶋六役）
- 花梨（中嶋ナナ役）
- 東ブクロ（さらば青春の光／本人役）
- 森島久（ショップの店主／本人役）

## スタッフ
- 原作 - 東京古着日和
- 監督・編集 - 谷山武士
- 脚本 - 谷山武士、廣川祐樹
- 音楽 - MANTASCHOOL
- 音楽監督 - MOODMAN
- 撮影監督 - 森山将人
- 撮影 - 小川尚寛
- 助監督 - 八木智大
- ヘアメイク - 大島千穂
- スタイリスト - 小林新
- ポスター&webデザイン - 稲葉厚
- エグゼクティブプロデューサー - 浅野由香
- プロデューサー -  穂上愛、近藤智之
- アシスタントプロデューサー - 堤谷華
- 配給 - ラビットハウス
- 製作 - TT BOOKS＆FILMS